# Cantone di Montbarrey
Il Cantone di Montbarrey era una divisione amministrativa dell'arrondissement di Dole.
A seguito della riforma approvata con decreto del 17 febbraio 2014, che ha avuto attuazione dopo le elezioni dipartimentali del 2015, è stato soppresso.

## Composizione
Comprendeva i comuni di:
- Augerans
- Bans
- Belmont
- Chatelay
- Chissey-sur-Loue
- Germigney
- La Loye
- Montbarrey
- Mont-sous-Vaudrey
- Santans
- Souvans
- Vaudrey
- La Vieille-Loye